# جاستن غولتز
جاستن غولتز (بالإنجليزية: Justin Goltz)‏ هو لاعب كرة قدم أمريكية ولاعب كرة قدم كندية أمريكي، ولد في 23 أغسطس 1987 في والد ليك في الولايات المتحدة.